# Vyšehrad
Vyšehrad er et slot i Tjekkiet, der ligger på en bakke ud til Moldau. Slottet blev opført i det 10. århundrede, og med Prags udvidelse blev slottet sammen med området omkring indlemmet i hovedstaden i 1883. Navnet bruges også om bydelen omkring samt selve bakken.

## Historie
Slottet blev opført som et forsvarsværk i første halvdel af det 10. århundrede lidt syd for Prags borg og på modsatte side af Moldau. Begge slottene er formodentlig opført af medlemmer af Přemysl-dynastiet. Fra slutningen af århundredet er det fastslået, at der på borgen blev slået mønter; således har Boleslav 2. ladet slå mønter med teksten "Visegrad", der betyder den "høje borg".
Dronning Dagmar (ca. 1186 – 24. maj 1212) var som Valdemar 2. Sejrs hustru dansk dronning. Hun var født prinsesse Markéta af Bøhmen som datter af den senere kong Ottokar 1. og Edel af Meissen på kongeborgen Vyšehrad i Prag.
Omkring 1070 forlagde den første bøhmiske konge Vratislav 2. sin residens fra Prags borg til Vyšehrad, sandsynligvis på grund af stridigheder med sin bror, biskop Jaromir. Han grundlagde den første Peter og Poul kirke på slotsområdet, og det tilhørende kollegiatkapitel udviklede snart et ry som et centrum for lærdom. Også andre bygninger blev opført, heriblandt en beboelsesbygning til Vratislav og hans hus. I årene derefter var Vyšehrad residens for bøhmiske fyrster (titlen skiftede mellem fyrste og konge i disse år), indtil Vladislav 2. flyttede tilbage til Prags borg omkring 1140. Slottet vedblev dog med at have en vis politisk og religiøs betydning i flere århundreder, og der blev opført flere bygninger i og ved slottet.
Da Karl 4. kom til magten som kejser i det tysk-romerske rige i midten af det 14. århundrede fik slottet igen større betydning. Karl lagde vægt på den bøhmiske fortid og sin forbindelse med Přemysl-dynastiet, og samtidig havde slottet i forening med Prags borg en vigtig militær betydning som beskyttelse af Prag. Han udvirkede en renovering af befæstningen af Vyšehrad med blandt andet 13-15 svære tårne, lod Peter og Poul kirken udvide kraftigt, og han støttede det kulturelle liv omkring kirken. Som en symbolsk handling bestemte han, at fremover skulle ruten for kroningsturen for bøhmiske konger tage udgangspunkt på slottet og gå derfra mod nord over markedsområdet, den gamle by og Karlsbroen til Prags borg, begyndende med hans egen kroning. Sørgetoget ved hans død kom passende til at gå ad samme rute.
Ved Karls død var Vyšehrad et præstecentrum med over hundrede gejstlige, og det var derfor et vigtigt mål for hussiterne under de religiøse krige i begyndelsen af det 15. århundrede. I 1420 blev det erobret af hussiterne, der ødelagde store dele af bygningerne. Efter krigen blev området en slags fristad for små håndværkere, men ved modreformationen i begyndelsen af det 17. århundrede blev området igen centrum for kollegialkapitlet.
Under Trediveårskrigen blev slottet, der i militærteknisk forstand efterhånden var blevet forældet, igen svært beskadiget under et angreb fra svenske tropper i 1648. Efterfølgende blev der opbygget et helt nyt fæstningsanlæg i barokstil, der blev bygget sammen med Prags bymur, og i en periode herefter var Vyšehrad kaserne og træningsområde for østrigske soldater. I 1866 blev fæstningen opgivet, og området blev herefter officielt en bydel i Prag. Få år senere blev Peter og Poul kirkegården udpeget til gravsted for tjekkiske kulturelle berømtheder, og en lang række mere eller mindre kendte personers gravsteder kan nu findes her.
Slottet har en vigtig plads i den tjekkiske kultur, og dette ses blandt andet af, at den første af de symfoniske digte i Bedřich Smetanas Má vlast netop hedder "Vyšehrad".

## Seværdigheder

### Peter og Poul kirken
Kirkens første betydelige skikkelse fik den under Karl 4., men i 1880'erne blev kirken kraftigt renoveret, og såvel udvendigt som indvendigt er det resultatet af denne ombygning, der umiddelbart fremtræder, når man besøger den. Blandt attraktionerne er et maleri af jomfru Maria, den såkaldte "Vyšehrad-Madonna", der stammer fra Karl 4.'s tid.

### Kirkegården
Her finder man gravsteder for kulturpersonligheder som Antonín Dvořák, Bedřich Smetana, Alfons Mucha,
Rafael Kubelík og Jan Neruda.

### St. Martin-rotunden
Denne rotunde er den eneste bygning på Vyšehrad, der er bevaret i sin oprindelige skikkelse fra slutningen af det 11. århundrede. Den blev opført som en lille kirke, der senere blev ændret til våbenmagasin. Også denne bygning blev renoveret i slutningen af det 19. århundrede, men her lagde man vægt på at bringe den i en stand så nær den oprindelige som muligt.

### Fæstningsmuren
Det eksisterende fæstningsanlæg stammer fra midten af det 17. århundrede, og det gælder også for flere af portene, blandt andet Táborporten og Leopoldporten, mens Chotekporten stammer fra det 19. århundrede.